# Reudignes
Els reudignes (en llatí Reudigni) eren una tribu germànica que vivien a la banda dreta del riu Albis (Elba) al nord dels longobards. En parla Tàcit al seu llibre Germània.
El seu nom derivava segurament de què habitaven un districte de maresmes (reed o ried). Alguns suposen que el seu nom correcte era reudingi (reudingis), que després es van anomenar turingis, però només és una conjectura.